# Посада (Мазовецьке воєводство)
Посада (пол. Posada) — село в Польщі, у гміні Пшитик Радомського повіту Мазовецького воєводства.
Населення — 61 особа (2011).
У 1975-1998 роках село належало до Радомського воєводства.

## Демографія
Демографічна структура станом на 31 березня 2011 року:
|          | Загалом | Допрацездатний вік | Працездатний вік | Постпрацездатний вік |
| -------- | ------- | ------------------ | ---------------- | -------------------- |
| Чоловіки | 30      | 6                  | 22               | 2                    |
| Жінки    | 31      | 5                  | 18               | 8                    |
| Разом    | 61      | 11                 | 40               | 10                   |